# Leszek Bandach
Leszek Bandach, né le 3 juin 1960 à Zielona Góra, est un escrimeur polonais, pratiquant le fleuret.

## Palmarès

### Jeux olympiques d'été
- 1988 à Moscou
  - 5e en fleuret par équipes
  - 29e en fleuret individuel

### Championnats du monde
- Médaille de bronze par équipe en 1993 à Essen
- Médaille d'argent par équipe en 1990 à Lyon

### Championnats d'Europe
- Médaille de bronze par équipe en 1991 à Vienne

### Championnats de Pologne
- en 1981 et 1991:
  - 2  Champion de Pologne